# Donnah Mabel
Donnah Mabel（ドナ メイベル）はデザイナー北原幸による東京発信のレディースファッションブランド。 2016年AWシーズンのファーストコレクションをプレゼンテーション形式で発表する。 イギリスの芸術大学ボーンマス芸術大学で学んだ後、フセイン・チャラヤンにて経験を積む。
人生には人を変える力がある。という北原の願いが込められたコレクションには全シーズンに共通したジャンプスーツ、プリーツ、丸いモチーフ等のアイテムがある。